# مدای

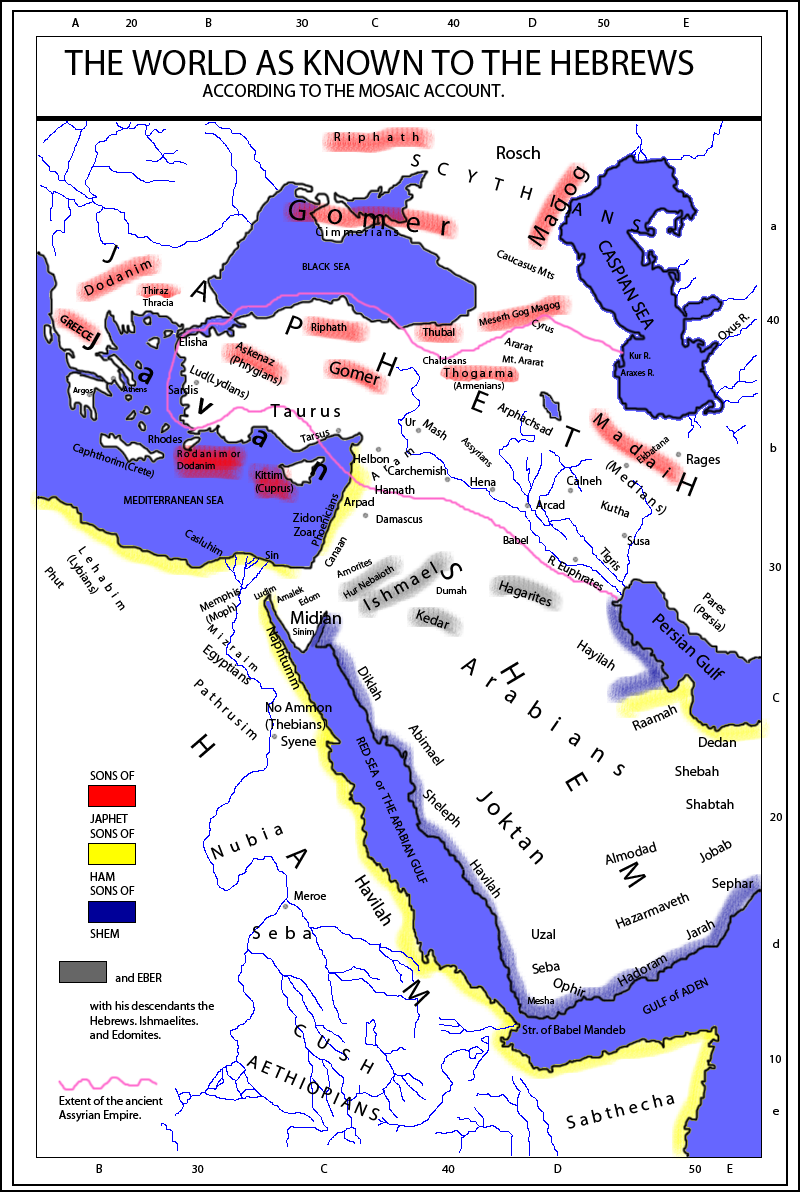
نقشهٔ پراکندگی نسل فرزندان نوح

- مدای یا ماد (به عبری מָדַי و به انگلیسی Madai) برپایهٔ انجیل عبری پسر یافث و ۱۶امین نوهٔ پسری نوح است. برپایهٔ تورات پس از توفان نوح همهٔ انسان به جز آن‌هایی که سوار بر کشتی نوح بودند به خاطر گناهشان مردند، و نوح و سواران کشتی اش نجات یافتند و نسل آدمیان دوباره از آنان پراکنده شد؛ نوح سه پسر به نام‌های سام، حام و یافث داشت که تمامی نژادهای آدمی از این سه پسر سرچشمه گرفت.

از نسل سام عرب‌ها (البته اعراب از یکی از دوازده قبیلهٔ اسماعیلیه به وجود آمدند که اسماعیل پدرش ابراهیم از فرزندان سام و مادرش مصری از فرزندان حام بود، درواقع اعراب سامی-حامی هستند) و بنی اسرائیل، ایلامی‌ها، بلغارها و لیدی‌ها پدید آمدند، از نسل حام، هندی‌ها، تمدن رود سند و آفریقایی‌ها پدید آمدند، ترک ها و اروپایی‌ها و ایرانیان هم از فرزندان یافث هستند. (در این روایت سخنی از ساکنان آسیای شرقی، بومیان آمریکا و استرالیا به میان نیامده است).
بر اساس کتاب مقدس، یافث هفت پسر به نام‌های گومر، ماجوج، مدای، یاوان، توبل مِشِک و تیراس داشت و ایرانیان از نسل ماد پدید آمدند. آریایی‌ها، اروپایی‌ها، روس‌ها، اسلاوها از فرزندان او هستند.
برپایهٔ کتاب یومیلات، مدای با دخترِ سام پسر نوح (عمویش) ازدواج کرد و پس از آن ترجیح داد تا میان خانوادهٔ سام زندگی کند تا با خانوادهٔ خودش در دریای سیاه. سرانجام سرزمینی به نام خودش یعنی مدای (یا همان ماد) را به او دادند. پژوهشگران تورات نسب امپراتوری و قوم ماد را به مدای نسبت می‌دهند.